# Liste der Naturdenkmale in Nordheim (Württemberg)
| Naturdenkmale | Anzahl |
| ------------- | ------ |
| FND           | 5      |
| END           | 1      |
| Gesamt        | 6      |

Die Liste der Naturdenkmale in Nordheim nennt die verordneten Naturdenkmale (ND) der im baden-württembergischen Landkreis Heilbronn liegenden Gemeinde Nordheim. In Nordheim gibt es insgesamt sechs als Naturdenkmal geschützte Objekte, davon fünf flächenhafte Naturdenkmale (FND) und ein Einzelgebilde-Naturdenkmal (END).
Stand: 1. November 2016.

## Flächenhafte Naturdenkmale (FND)
| Name                        | Bild | Kennung     | Einzelheiten | Position | Fläche Hektar | Datum         |
| --------------------------- | ---- | ----------- | ------------ | -------- | ------------- | ------------- |
| Feuchtgebiet am Breibach    | BW   | 81250740007 | Nordheim     | ⊙        | 1,5           | 18. Juli 1986 |
| Feuchtgebiet „Grafenhausen“ | BW   | 81250740005 | Nordheim     | ⊙        | 2,0           | 18. Juli 1986 |
| Feuchtgebiet „Steinfurt“    | BW   | 81250740002 | Nordheim     | ⊙        | 0,1           | 18. Juli 1986 |
| Heuchelberg-Waldrand        | BW   | 81250740003 | Nordheim     | ⊙        | 0,2           | 18. Juli 1986 |
| Streckbauchquelle mit Linde | BW   | 81250740006 | Nordheim     | ⊙        | 0,0           | 18. Juli 1986 |
| Legende für Naturdenkmal    |      |             |              |          |               |               |

## Einzelgebilde (END)
| Name                     | Bild | Kennung     | Einzelheiten | Position | Fläche Hektar | Datum         |
| ------------------------ | ---- | ----------- | ------------ | -------- | ------------- | ------------- |
| 1 Mostbirnbaum           | BW   | 81250740004 | Nordheim     | ⊙        | 0,0           | 18. Juli 1986 |
| Legende für Naturdenkmal |      |             |              |          |               |               |